# Línea 121 (Rosario)
Línea 121 es una línea de transporte urbano de pasajeros de la ciudad de Rosario, Argentina. El servicio está actualmente operado por la empresa Movi.
Hasta 1986, el servicio de la línea 121 era prestado desde sus orígenes y bajo la denominación de línea 21 Rojo por Transportes Automotores Nicolás Avellaneda S.R.L. (T.A.N.A. S.R.L.), luego por Transportes General Manuel Belgrano S.A., y finalmente por la SEMTUR hasta el 31 de diciembre de 2018, ya que desde el 1° de enero de 2019 es administrada por la empresa Movi.

## Recorridos

### 121
Servicio diurno y nocturno.
| d | KBHFa | d |

| d | BHF | d |

| d | BHF | d |

| d | SKRZ-G4u | d |

| d | BHF | d |

| d | BHF | d |

| d | BHF | d |

| d | BHF | d |

| d | STR + BUEq | d |

| d | BHF | d |

| d | BHF | d |

| d | BHF | d |

| d | BHF | d |

| BS2+l | BS2+r |

| BHF + NULf | INT + lNULg |

| BHF + NULf | BHF + NULg |

| BHF + NULf | BHF + NULg |

| BHF + NULf | BHF + NULg |

| BHF + NULf | BHF + NULg |

| BHF + NULf | BHF + NULg |

| BHF + NULf | BHF + NULg |

| BHF + NULf | BHF + NULg |

| STRl | STRr |